# عفونت اپشتین بار ویروسی
عفونت اپشتین بار ویروسی (انگلیسی: Epstein–Barr virus infection) بیماریهای ناشی از ویروس اپشتین بار هستند مانند مونونوکلئوز عفونی، سرطان نازوفارنکس و لنفوم بورکیت

## اپشتین بار ویروس

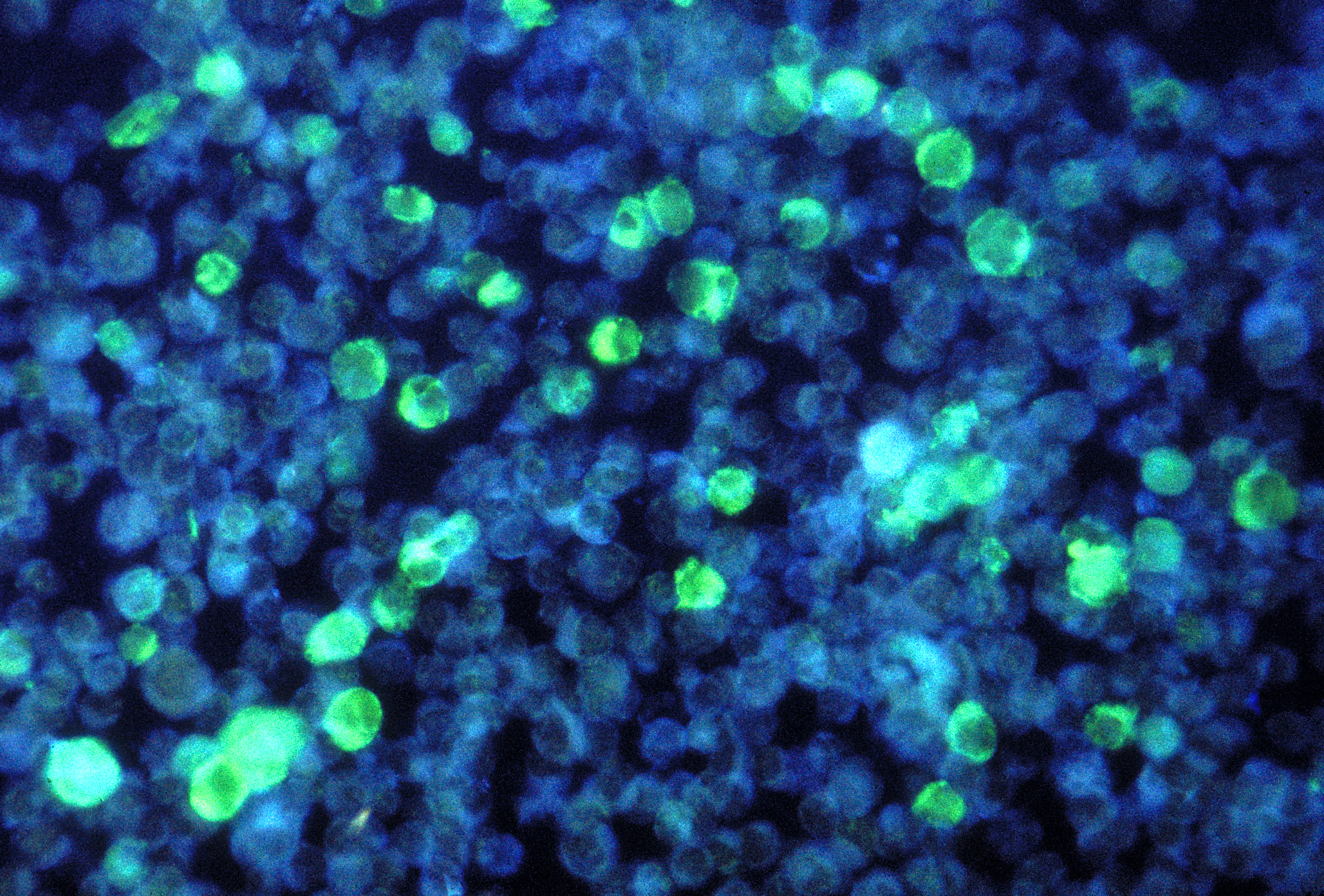
This photomicrograph depicts leukemia cells that contain Epstein Barr virus using a FA staining technique. Epstein–Barr virus, EBV, is a member of the Herpesvirus family, and is one of the most common human viruses. When infection with EBV occurs during adolescence or young adulthood, it causes infectious mononucleosis 35% to 50% of the time. (CDC)

عامل بیماری اپشتین بار ویروس Epstein–Barr virus یا (EBV) از گروه هرپس ویریده‌ها است. بیش از نود درصد افراد بالای چهل سال نسبت به این بیماری ایمنی اکتسابی کسب می‌کنند لذا بیماری اغلب در کودکان و نوجوانان مشاهده می‌شود. راه انتقال بیماری تماس دهانی و تنفسی و در موارد کمتری به روش انتقال جنسی است. اپشتین بار ویروس ژنوم DNA دورشته‌ای دارد و اندازه ویروس ۱۲۰ nm تا ۱۸۰ nm است. هرپس ویروس تیپ چهار (HHV-۴) نیز نامیده می‌شود.
عفونت طبیعی EBV تنها در انسان رخ می‌دهد و بسیار شایع است. بررسیهای سرواپیدمیولوژی نشان می‌دهد که بیش از ۹۵٪ از بزرگسالان در جهان با ویروس EBV مواجه شده‌اند. این ویروس لنفوسیت‌های بی و سلولهای اپی تلیومی را آلوده می‌کند. دوره نهفتگی از زمان مواجهه اولیه تا شروع علایم، ۵۰-۳۰ روز تخمین زده می‌شود.
آسيب شناسي
```
مونونوکلئوز عفونی
```

```
اپستین بار می تواند باعث مونو نوکلئوز عفونی شود ، که همچنین به عنوان "تب غده ای" ، "مونو" و "بیماری پفیفر" شناخته می شود.  مونونوکلئوز عفونی هنگامی ایجاد می شود که فرد برای اولین بار در دوران نوجوانی یا بعد از آن در معرض ویروس قرار گیرد.  این بیماری عمدتاً در 
کشورهای در حال توسعه
 یافت می شود و بیشتر کودکان جهان در حال توسعه از حدود 18 ماهگی به این بیماری مبتلا می شوند. عفونت كودكان ممكن است به این صورت منتقل شود كه بزرگسالان قبل از دادن غذا به كودك  آن را بجوند. آزمایش آنتی بادی EBV تقریباً مثبت جهانی است.  در ایالات متحده تقریبا نیمی از کودکان پنج ساله به این ویروس آلوده می شوند.
```